# Circuito Urbano de Paris
O Circuito Urbano de Paris (em francês: Circuit des Invalides) é um circuito de rua temporário localizado em Paris, ao redor do Hôtel des Invalides. Sediou o ePrix de Paris entre 2016 a 2019. Por conta da pandemia de COVID-19, os ePrixes de 2020 e 2021 não foram realizados.

## Vencedores
| Ano  | Piloto           | Construtor                | Resumo |
| ---- | ---------------- | ------------------------- | ------ |
| 2019 | Robin Frijns     | Envision Virgin Racing    | Resumo |
| 2018 | Jean-Éric Vergne | Techeetah                 | Resumo |
| 2017 | Sébastien Buemi  | Renault e.dams            | Resumo |
| 2016 | Lucas Di Grassi  | Audi Sport ABT Schaeffler | Resumo |